# The Last Miracle
The Last Miracle ist der dritte Teil der „Mirakeltrilogie“ des deutschen Autors Karl Gustav Vollmoeller. Der Roman erschien 1949 in New York City und 1950 in London. In Deutschland wurde er bis jetzt nicht verlegt.

## Entstehung
Nach Ende seiner Internierung im Februar 1943 siedelte Karl Vollmoeller von Hollywood nach New York City über. Hier begann er 1944 mit dem Quellenstudium für seinen Roman. 1947 schrieb er die Handlung unter dem Namen Das Mirakel von Heiligenbluth auf Deutsch nieder, ehe Louise Salm sie 1948 in deutlich gekürzter Fassung ins Englische übersetzte. Kurz vor seinem Tod im September 1948 las Vollmoeller Korrektur, im April 1949, sechs Monate nach seinem Tod, veröffentlichte der Verlag Duell, Sloan & Pearce den Roman. Ein Jahr später, im März 1950, erschien eine Lizenzausgabe für England und den Commonwealth bei Cassells in London.

## Inhalt
Der erste Teil des Romans behandelt die Herkunft und Jugend der Nonne Megildis, den Ersatz für die Figur des Ritters Adrian sowie als Begleitmotiv für die dunkle Jugend Marcels, der Figur des Spielmannes aus dem 1. Mirakel, der schließlich zum bösen Geist der Verbindung wird und die Liebenden durch üble Machenschaften trennt. Marcel ist der Spielmann aus der Pantomime, in gewandelter, romanhafter, der Wirklichkeit angenäherter Form.
Im zweiten Teil geht es um die Flucht aus dem Kloster sowie das Untertauchen des Liebespaars in Paris am Vorabend der Französischen Revolution. In drastischen Worten bringt Vollmoeller seine Abscheu vor Krieg und unlenkbarer, politisch aufgeputschter Menge zum Ausdruck.
Paris wird zum Wendepunkt der Beziehung. Marcel, der Spielmann, bringt das Liebespaar durch geschicktes Intrigieren auseinander. Er verkauft die ehemalige Nonne mit der goldenen Stimme als Opernsängerin an die Opernhäuser Europas und als Geliebte an einen grausamen russischen Grafen.
Adrian tritt als Geistlicher in die katholische Kirche ein, macht schnell Karriere und steigt bis zum Kardinal in Rom auf.
Im dritten Teil kehrt die Opernsängerin, die zuletzt in völliger Abhängigkeit zu Marcel, dem Spielmann, lebt, ins Kloster zurück. Nachdem Megildis von Marcel ein Kind erwartete, verkaufte dieser sie als Hure an das kaiserliche Heer. Von der Jungfrau Maria trotz ihrer Sünden und Verfehlungen wieder ins Kloster aufgenommen, wird die Opernsängerin und Hure wieder zur frommen, wundertätigen Nonne. Ihr totes Baby nimmt die Jungfrau Maria an sich, erweckt es so wieder zum Leben und behält es – jesusgleich – in ihrem Arm. Kurz darauf verstirbt die Nonne und das Kloster bemüht sich, sie heiligsprechen zu lassen.

## Rezensionen
„Im Altersroman finden sich eine unübersehbare Anzahl von Ideen, die des Autors ureigene Welt mit ihren zahllosen Widersprüchen aufzeigen, eine Gedankenwelt, die gnostisch-dualistische Elemente enthält, machtpolitische und gesellschaftskritische. Über alle oft widerspruchsvollen Erwägungen hinaus erhebt sich aber ein Gedanke, der keinen Gegenpol aufweist: Es ist der Abscheu des Dichters vor dem Krieg.“
„Dieser erste, überdimensionierte Roman, eine posthume Veröffentlichung des Autors [...] hat dessen Thematik in die Zeit der Französischen Revolution [...] versetzt und schielt damit wahrscheinlich mit einem Auge eher Richtung Hollywood als Richtung Broadway. Die alte [...] Legende [...] ist hier, behandelt in einem stellenweise opulenten Realismus, der die, seit langem verloren gegangene ursprüngliche Frömmigkeit hinter einem, aus teuflisch raffinierten Blitzlichtern entfachten neoromantischem Nebel verschleiert. Dieser ‚historische‘ Roman ist eher heidnisch denn christlich“.
Der Roman „ähnelt seiner Pantomime, ‚Das Wunder‘ zu einem beträchtlichen Teil [...]. ‚Das Wunder‘ enthielt weit mehr dieser religiösen Auseinandersetzungen als einige Kritiker wahrnahmen; direkt und indirekt [...] Max Reinhardt hatte eine teuflische Freude daran, statt das Mirakel als rein religiöses Stück zu inszenieren, das tiefsinnig Teuflische zu verdeutlichen und seine Symbolik hervorzuheben [...] Und etwas von derselben Art Täuschung findet sich im Roman [...] Der Autor suggeriert, wenn dem tatsächlich so ist, dann sind vielleicht alle Charaktere des Romans - und ihrer sind viele - ebenfalls nur Teil von Megildis' Traum. Hierdurch kommt der Leser natürlich auf andere Spekulationen [...] zum Beispiel, welcher Traum ist bei einer solchen Annahme die Welt?“.
Vollmoeller selbst äußerte sich so: „This Novel does not pretend to be a ‚historical’ Novel [...] I wish to be understood as the modest contribution of a poet in depicting reverently some of the glory of the last and only spiritual power standing up in this tottering material world. [...] Being a Christian poet, if not a catholic, I just strove to open to others a little the closed mysterious doors through which I had obtained during a life time of reverent research a few glimpses and behind which I felt all my life there was daily being performed the Miracle of Miracles [...] What is ‚The Miracle’? Is it a dream or a reality? As an artist I prefer to believe and I find more truth and poetry in a miracle than in a dream.“

## Verfilmung
Warner Bros. und ihre Hollywoodstudios versuchten sich 1959 an einer eigenen Adaption des Romans und brachten Die Madonna mit den zwei Gesichtern mit Roger Moore in der Hauptrolle heraus. Jedoch sagten namhafte Schauspieler wie Richard Burton und Greta Garbo, die die Hauptrollen spielen sollten, bereits im Vorfeld ab.

### Ausgaben
- The Last Miracle. Duell, Sloan & Pearce, New York 1949.
- The Last Miracle. Cassells, London 1950.